# Mokatako
Mokatako est une ville du Botswana.